# Le Morne-Rouge

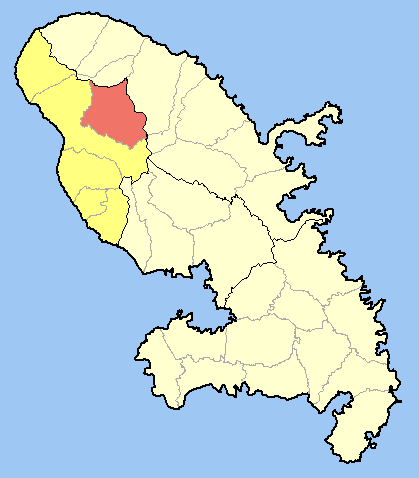
Situació de Le Morne-Rouge

Le Morne-Rouge és un municipi francès, situat a la regió de Martinica. El 2009 tenia 5.287 habitants. És el municipi més humit i fred de Martinica, es troba en un altiplà entre el Mont Pelée i Carbet Peaks.

## Demografia
|  | 5.449 | 5.412 | 4.889 | 5.278 | 5.392 | 5.198 |  |  |  |  |  |  |  |  |  |  |
|  |       |       |       |       |       |       |  |  |  |  |  |  |  |  |  |  |

## Administració
| Període   | Identitat    | Partit     |
| --------- | ------------ | ---------- |
| 1983-2008 | Pierre Petit | Osons Oser |
| 2008-     | Jenny Dulys  | Osons Oser |

## Indrets i monuments
- El Mont Pelée
- Calvari de Délivrande
- La Maison du Volcan
- Els Jardins Estripaut
- Plantació de Mac Intosh
- Les llàgrimes del Mont Pelée (escultura)

## Personatges il·lustres
- Pierre Petit, 1932, diputat i alcalde de Le Morne Rouge de 1983 a 2008